# Ngày Quốc tế Phòng, chống dịch bệnh
Ngày Quốc tế Phòng, chống dịch bệnh (tên chính thức: International Day of Epidemic Preparedness) là một ngày quốc tế khuyến khích mọi cá nhân, tổ chức và chính phủ tổ chức kỷ niệm Ngày Quốc tế hàng năm "... một cách phù hợp với bối cảnh và các ưu tiên của quốc gia, thông qua các hoạt động giáo dục và nâng cao nhận thức, nhằm nêu lên tầm quan trọng của việc phòng ngừa, chuẩn bị sẵn sàng và hợp tác chống lại dịch bệnh".
Ngày Quốc tế Phòng, chống dịch bệnh do Việt Nam đề xuất, và đã được Đại Hội đồng Liên Hợp Quốc đồng thuận, thông qua trong Nghị quyết ngày 7 tháng 12 năm 2020 và chỉ định ngày 27 tháng 12 là ngày quốc tế này. Việc chọn ngày 27/12 làm Ngày Quốc tế phòng chống dịch bệnh vì đây cũng là ngày sinh của nhà bác học Louis Pasteur - người anh hùng tạo nên dấu ấn vĩ đại trong lĩnh vực y tế và phòng bệnh.
Động lực rõ ràng để chỉ định một ngày cụ thể cho chủ đề này là khi trải qua đại dịch COVID-19 không có hồi kết và vẫn chưa được kiểm soát. Tổ chức Y tế Thế giới, cũng như các chính phủ và các nhà lãnh đạo trên thế giới đã nhận ra rằng "Cần phải có một hệ thống y tế mạnh mẽ và kiên cường, tiếp cận được những người yếu thế hoặc trong những tình huống dễ bị tổn thương." Và cụ thể là " Cần nâng cao nhận thức, trao đổi thông tin, kiến thức khoa học và thực tiễn tốt nhất, giáo dục có chất lượng và các chương trình vận động chính sách về dịch bệnh ở cấp địa phương, quốc gia, khu vực và toàn cầu về các biện pháp phòng ngừa và ứng phó hiệu quả với dịch bệnh."
Nhiều quốc gia và khu vực hoan nghênh sự chú ý nhiều hơn với chủ đề này. Đồng thời việc kỷ niệm Ngày Quốc tế này có thể giúp họ trang bị tốt hơn cho những thách thức trong tương lai, không chỉ đối với dịch COVID-19, mà còn với các sự kiện sau này.